# Günther Pokrant
Günther Pokrant (* 14. Juli 1950) ist ein deutscher Jurist und ehemaliger Richter am Bundesgerichtshof.

## Werdegang
Nach Abschluss seiner juristischen Ausbildung trat Pokrant Anfang 1979 in den höheren Justizdienst des Landes Niedersachsen ein. Nach Verwendungen bei den Amtsgerichten Aurich und Delmenhorst sowie dem Landgericht und der Staatsanwaltschaft Oldenburg wurde er zunächst im Januar 1984 zum Richter am Amtsgericht Delmenhorst und sodann im März 1986 zum Richter am Landgericht Oldenburg ernannt. Am 1. März 1989 erfolgte die Beförderung zum Richter am Oberlandesgericht Oldenburg. Im Anschluss an eine Abordnung an das Bundesverfassungsgericht in den Jahren 1990 bis 1992, wo er dem Dezernat vom Richter des Bundesverfassungsgerichts Johann Friedrich Henschel als wissenschaftlicher Mitarbeiter zugeteilt war, wechselte er – bis März 1994 im Abordnungsverhältnis – an das Oberlandesgericht Oldenburg. Dort wurde am 30. April 1996 zum Vorsitzenden Richter am Oberlandesgericht befördert. Am 8. August 1996 wurde er zum Richter am Bundesgerichtshof ernannt. Er gehörte dem vornehmlich für das Wettbewerbs-, Marken- und Urheberrecht sowie für das Transportrecht zuständigen I. Zivilsenat des Bundesgerichtshofes an. Für diesen Senat war er seit November 2010 als stellvertretendes Mitglied in den Gemeinsamen Senat der obersten Gerichtshöfe des Bundes entsandt. Sein besonderes Interesse galt dem Transportrecht in all seinen Ausprägungen, aber auch dem Wettbewerbs- und dem Markenrecht. Zum 30. September 2014 ist er auf eigenen Antrag in den Ruhestand versetzt worden.

## Veröffentlichungen
- Transport- und Logistikrecht, Höchstrichterliche Rechtsprechung und Vertragsgestaltung (mit Andreas Gran). 13. Auflage, RWS, Köln 2024, ISBN 978-3-814-57810-1.
- Zum Verhältnis von Gewinnabschöpfung gemäß § 10 und Schadensersatz gemäß § 9 UWG, in: Hans-Jürgen Ahrens, Joachim Bornkamm, Hans Peter Kunz–Hallstein (Hrsg.): Festschrift für Eike Ullmann. Saarbrücken 2006: juris GmbH, S. 813–824, ISBN 978-3-938756-10-2.
- Zur missbräuchlichen Anspruchsverfolgung im Sinne von § 8 Abs. 4 UWG, in: Wolfgang Büscher, Willi Erdmann u. a. (Hrsg.): Festschrift für Joachim Bornkamm zum 65. Geburtstag. München 2014: C.H. Beck, S. 1053–1061, ISBN 978-3-406-65911-9.
- Mitbearbeiter des von Detlev Joost und Lutz Strohn herausgegebenen Kommentars zum Handelsgesetzbuch (2008/2009), Verlag Franz Vahlen, München, ISBN 978-3-8006-3382-1.
- Verschiedene Rechtsprechungsberichte zum Transportrecht, überwiegend in der Zeitschrift „Transportrecht“.